# Ato, Kaz y Nik
Ato (1 de agosto de 1987), Kaz (13 de diciembre de 1992) y Nik (22 de mayo de 1991) son los nombre de las tres mascotas de la Copa Mundial de Fútbol de 2002, que se realizó en Corea del Sur y Japón.

## Historia
Se trata de un entrenador: Ato (amarillo) y dos futbolistas: Kaz (violeta) y Nik (celeste), todos ellos hechos de energía,y viven en lo alto del cielo en Atmozone, por lo que no son animales y con personalidades propias. Ellos conforman el equipo de Atmoball (un deporte ficticio similar al fútbol).
Los tres nombres individuales fueron seleccionados de listas restringidas por los usuarios en Internet y en el McDonald's de puntos de venta en los países de acogida.

## Spheriks
Las 3 mascotas protagonizaron una serie de televisión llamada The Spheriks que sirvió para promocionar el torneo. La producción fue realizada por London-Based Computer Graphic y la animación por Slave Studios, Passion Entertainment y Furry Creatures (Rumania). El doblaje para Latinoamérica se ejecutó en Colombia.